# DDG (X)

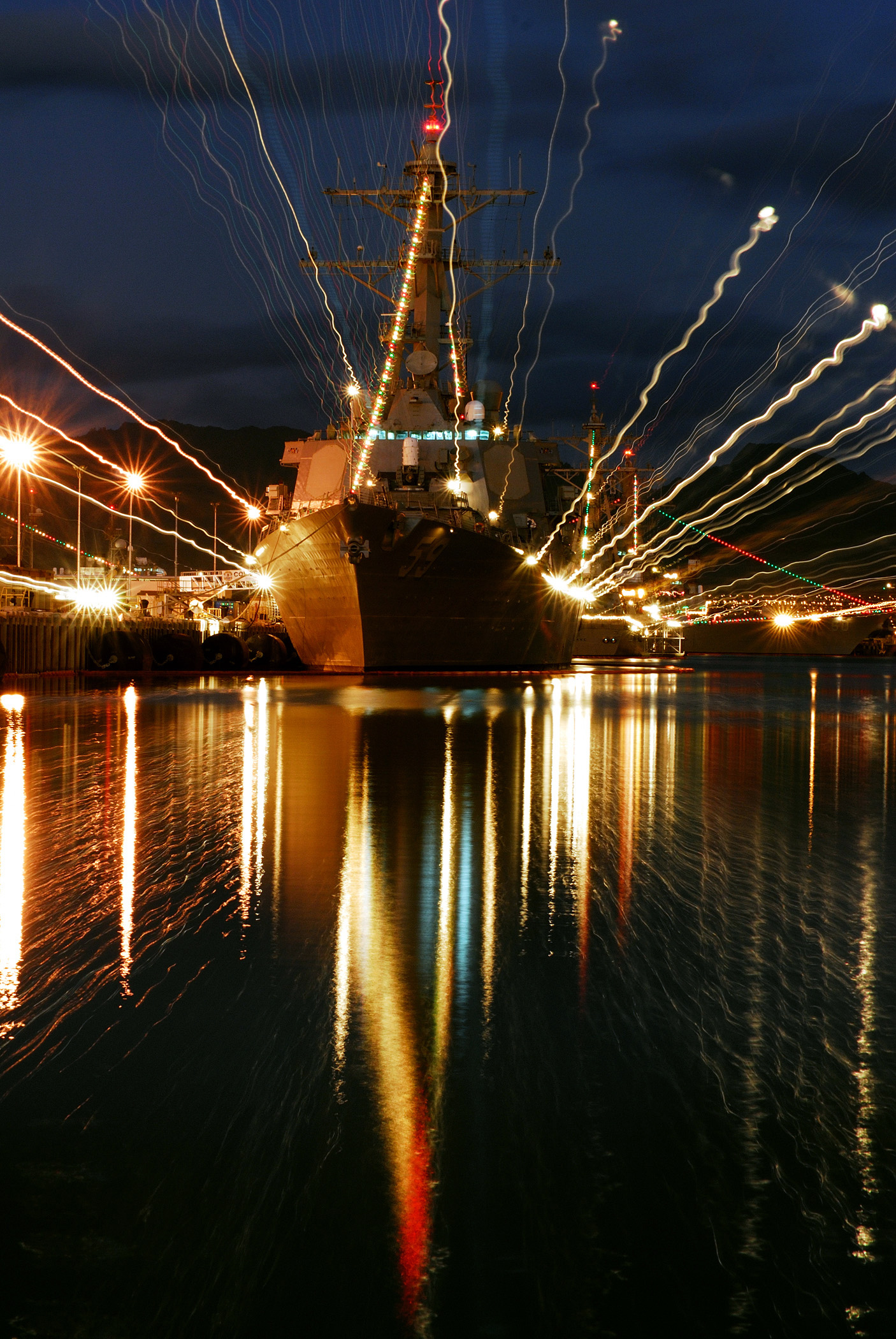
DDG(X)의 등장으로 상대적 구형이 될 알레이버크급 구축함

DDG(X)는 미국 해군의 차세대 대형 수상전투함을 개발하는 프로젝트이다. 미 해군 당국은 현재 약 92 척의 순양함과 구축함으로 구성된 대형 해상 전투함 대가 향후 약 74 척으로 떨어질 것으로 예상하며 이를 대비하기 위해 차세대 구축함 시리즈의 필요성을 절감했다.

## 역사
2010년에 미 해군은 처음엔 차기 순양함을 획득하기 위해 CV(X) 사업을 구상했으나, 예산 문제로 CV(X)는 취소되고, DDG(X) 사업을 추진하기로 한다. 그럼에도 도입 시작일은 2023년에서 2025년으로, 그리고 2028년으로 미뤄지면서 미 해군 당국은 사업예산과 씨름하는 모양새이다. 알레이버크를 생산하는 2개의 조선소인 제너럴 다이나믹스 배스 아이언웍스와 잉걸스 쉽딜딩과 대화하면서 DDG(X)의 잠재적 비용, 일정, 성능 목표 등을 논의했다고 밝혔다.

## 개요
Baseline 10 소프트웨어와 더 진보된 신형 레이더를 무장하는 것이 유력하다. 그러기 위해선 더 커진 무장을 싣기 위해서 대형화된 선체가 필요하다. 미 해군 당국의 판단에 따르면, 현재의 알레이버크급은 이미 충분히 업그레이드했기 때문에 더 이상의 업그레이드는 의미가 없다고 판단했다. 스프루언스급의 선체에서 영감을 얻어 타이콘데로가급 순양함으로 발전했으나, 알레이버크급의 선체는 작은 편에 속하기 때문에, 향후 업그레이드는 더 큰 공간, 무게, 전력 및 냉각 여유를 가진 새로운 선체 설계를 거쳐야 한다.

### 소프트웨어
베이스라인 10은 2023년까지 선보일 것이고 하위호환성도 뛰어나며 업그레이드가 순조로울것이라 자신했다.

### 화력
40MJ 레일건, 레이저 대공무기를 무장한다. 포탄의 경우, 7,000톤급 군함인 아키즈키급 구축함 (2010년)이 5인치 구경 포탄 700발을 싣고 다녔고, 8,200톤급 군함인 알레이버크급 구축함이 680발, 16,000톤 규모인 줌왈트는 155mm 구경 포탄을 920발 싣고 다녔다. 만재배수량이 12,000톤이기에 800발을 싣을 수 있을 것으로 추정된다.

### 규모
구형 알레이버크급 구축함의 9,600톤보다 대형화되었고, 줌왈트급 구축함의 16,000톤보다 소형화된 구축함일 것으로 전망된다. 12,000톤 이상의 구축함인 일본 차세대 이지스 구축함, 055형 구축함 등의 대형함을 GDP 3위권 내의 국가들이 최근 건조하고 있는 것과 무관하지 않다.

### 포지션
획득 물량은 30척 미만인 함급이기 때문에 숫적 주력의 성격으로는 미흡하다. 줌왈트가 비용문제로 댓수가 대폭 줄어들고 사실상 사업은 축소되었기 때문에, 미국 해군으로선 원정 작전을 할 대형전투함이 공백 상태에 있다. 10,000톤이 넘으면 순양함으로 보는 인식도 세계 해군에 널리 팽배해 있기 때문에 이지스 순양함으로도 볼 수 있는 포지션이다. 최신형 이지스 무장을 갖추었기에 BMD 임무 수행도 가능하며, 전투함 중에서 가장 우수한 스펙을 가진 덕에 함대의 기함 역할도 가능하다. 80척의 알레이버크급, 20척의 DDG(X)등 도합 100척의 이지스함을 가질 미국의 6개 함대는 다양한 구성을 연구할 것으로 주목된다.

## 동북아시아에서
배수량 1만톤급을 순양함, 그 미만을 구축함이라고 보면, 한미일중러 5개국은 2020년 현재 이지스함 전력을 구축하며 대결중이다. 여기서 이지스라는 것은 함교의 벽에 고정형 AESA 레이더를 장착한 군함을 말한다.
미7함대, 일본 해상자위대, 한국 해군, 중국 해군은 모두 1만톤급 이지스 순양함을 보유하고 있다.
- 미국, 7함대, 타이콘데로가급 순양함, 알레이버크급 구축함
- 대한민국, 세종대왕급 구축함
- 중국, 난창급 순양함
- 러시아, 리데르급 구축함(계획)

일본 해상자위대, 중국 해군, 러시아 해군은 4-7천톤급 이지스 구축함을 보유하고 있다. 한국도 이러한 이지스 구축함을 계획하고 있다.
- 일본, 아키즈키급 호위함, 마야급 구축함, 아타고급 구축함, 공고급 구축함
- 대한민국, 한국형 차기 구축함(계획)
- 중국, 란저우급 구축함, 쿤밍급 구축함
- 러시아, 고르쉬코프급 호위함

### 미 7함대 및 아태 지역 배치가능성
G7 핵심국인 미국이 최대 라이벌로 인정하기 시작한 중국이 위치한 아시아 지역은 이미 1만톤이 넘는 순양함급 군함들이 넘는 상태이다. 냉전 시기, 미국 의회에서 미 정치인이 군함 숫자만 많다는 이유로 "소련이 미국 해군을 넘어서고 있는 것 아닌가"라는 오해를 했던 해프닝이 있었던 것처럼 서류상의 수치상의 의미만으로도 미 정계를 자극시킬 가능성도 점철된다. 반면, 이미 아시아 지역엔 5척의 원자력 항공모함, 33척 이상의 이지스 전투함의 전력을 가진 미국으로선 이미 전력이 부족함이 없기 때문에 동맹외교를 무겁게 저울질하면서 '대중국포위망'을 구축할 가능성도 시사된다.

## 제원

### 제원
- 만재배수량 : 12,000t
- 길이 : 176m (580ft)
- 선폭 : 20m (66ft)
- 레이더 : 질화갈륨 기반 레이시온 차세대 레이더
- 이지스 시스템 및 소프트웨어 : Baseline 10

- 수직발사대 : Mk.57 x 96셀

## 같이 보기
- 055형 구축함
- 일본 차세대 이지스 구축함